# Armée de terre égyptienne

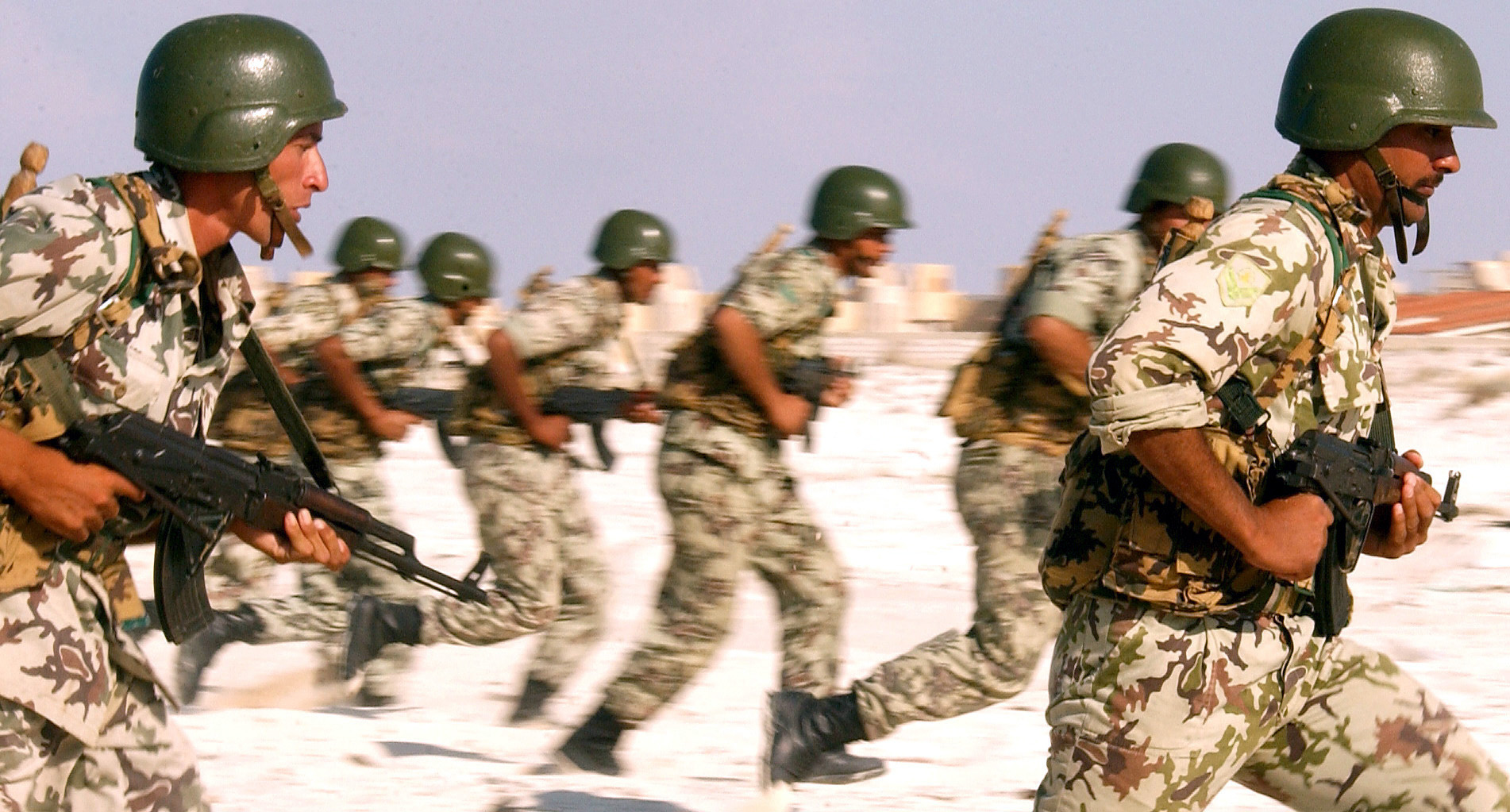
Militaires à l'entraînement durant l'opération Bright Star.

L'armée égyptienne est l'ensemble des forces militaires terrestres de l'Égypte, l'une des quatre branches des Forces armées égyptiennes.

## Effectifs
Elle dispose d'environ 438 000 hommes et de 479 000 réservistes (2011).

## Historique
Elle participa au conflit israélo-arabe jusqu'à la guerre du Kippour de 1973.
En 1991, un contingent est envoyé au Koweït pour protéger l'indépendance de l'émirat face à l'Irak.
Elle s'engagea fortement dans la guerre civile dans la république arabe du Yémen de 1962 à 1967 du côté des républicains opposé aux royalistes et sortie meurtrie d'une guérilla démoralisante.
Le corps expéditionnaire égyptien durant la deuxième guerre du Golfe envoyé pour libérer le Koweït entre 1990 et 1991 compta 35 000 hommes.
En 2011, l'Égypte connaît une révolution populaire qui dure 18 jours et se termine par la destitution du président Mohamed Hosni Moubarak. L'armée égyptienne se ligue avec les manifestants le 31 janvier 2011, dont elle juge légitimes les manifestations.

L'entretien de l'armée représente pour l'Égypte un budget très significatif et constitue la raison majeure de l'augmentation de la dette du pays. Sous le régime militaire d'Abdel Fattah al-Sissi, les importations d’armes ont augmenté de 215 % en 2013-2017 par rapport à 2008-2012.

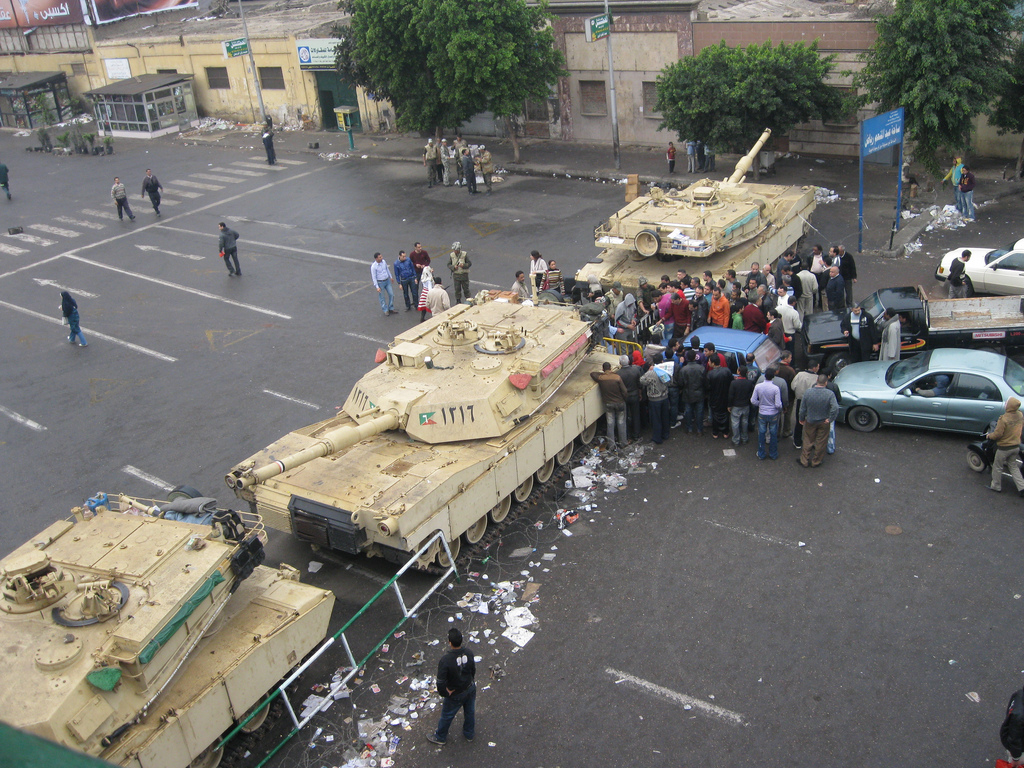
Barrage de chars M1 durant la Révolution égyptienne de 2011.

## Aide financière des États-Unis
Depuis les accords de Camp David en 1978, l'armée égyptienne reçoit chaque année des États-Unis une aide évaluée en 2013 à 1,3 milliard de dollars. Selon le Congrès américain, l'importance du soutien américain est tel qu'il couvre près de 80 % des dépenses d'équipement de l'armée égyptienne et près du tiers de son budget. Il comprend également la formation dans les écoles militaires américaines de centaines d'officiers égyptiens chaque année et la production sous licence de chars M1A1 Abrams en Égypte depuis 1988. Le Caire compte se doter de 1 200 chars de ce type.
Depuis 1980, Le Caire par ailleurs reçu livraison de plus de 220 chasseurs F-16, un énorme succès à l'exportation, faisant de l'Égypte le plus gros opérateur de ce type d'appareils derrière les États-Unis, Israël et la Turquie.
Ce soutien est destiné à ancrer l'Égypte dans la paix avec Israël et à faire du Caire un pivot de la politique arabe des États-Unis, tout en garantissant les droits de passage pour les navires de l'US Navy dans le stratégique canal de Suez.

## Grade

### Officier
| Officier      | Officier          | Officier     | Officier     | Officier           | Officier     | Officier     | Officier      | Officier           | Officier         | Officier     |
| Lieutenant    | 1er lieutenant    | Capitaine    | Commandant   | Lieutenant-colonel | Colonel      | Brigadier    | Major-général | Lieutenant général | Colonel général  | Maréchal     |
| arabe : ملازم | arabe : ملازم أول | arabe : نقيب | arabe : رائد | arabe : مقدم       | arabe : عقيد | arabe : عميد | arabe : لواء  | arabe : فريق       | arabe : فريق أول | arabe : مشير |
| ------------- | ----------------- | ------------ | ------------ | ------------------ | ------------ | ------------ | ------------- | ------------------ | ---------------- | ------------ |
|               |                   |              |              |                    |              |              |               |                    |                  |              |
|               |                   |              |              |                    |              |              |               |                    |                  |              |

### Personnel engagé
| Adjudant           | Adjudant      | Sous-officier    | Sous-officier | Sous-officier | Engagé       |
| 1er adjudant       | Adjudant      | 1er sergent      | Sergent       | Caporal       | Soldat       |
| arabe : مساعد أول' | arabe : مساعد | arabe : رقيب أول | arabe : رقيب  | arabe : عريف  | arabe : جندى |
| ------------------ | ------------- | ---------------- | ------------- | ------------- | ------------ |
|                    |               |                  |               |               |              |

## Uniforme

### Cérémonie
| Général été | Général hiver |
| Général été | Général hiver |
| ----------- | ------------- |

### Tenue de tous les jours
| étè         | hiver         |
| Général été | Général hiver |
| ----------- | ------------- |

| Garde républicaine | Police militaire |
| Garde républicaine | Police militaire |
| ------------------ | ---------------- |

### Combat
|  |  |  |  |
|  |  |  |  |

### Béret
| Branche           | béret    | béret     | béret   |
| Branche           | Officier | Brigadier | Général |
| ----------------- | -------- | --------- | ------- |
| Aéroporté         |          |           |         |
| Blindé            |          |           |         |
| Artillerie        |          |           |         |
| Gardes-frontières |          |           |         |
| Infanterie        |          |           |         |
| Police militaire  |          |           |         |
| Reconnaissance    |          |           |         |
| Forces spéciales  |          |           |         |
| Autre             |          |           |         |

## Équipement

### Armes légères
| Nom               | Image         | Origine                         | Type                      | Calibre                     | Note                                                                |               |
| Armes légères     | Armes légères | Armes légères                   | Armes légères             | Armes légères               | Armes légères                                                       | Armes légères |
| ----------------- | ------------- | ------------------------------- | ------------------------- | --------------------------- | ------------------------------------------------------------------- | ------------- |
| Tokarev TT-33     |               | Russie                          | Pistolet semi-automatique | 7.62X25mm                   |                                                                     |               |
| Helwan            |               | Italie Égypte                   | Pistolet semi-automatique | 9×19 mm                     | Produit sous licence                                                |               |
| P226              |               | Suisse                          | Pistolet semi-automatique | 9×19mm                      |                                                                     |               |
| HK USP            |               | Allemagne                       | Pistolet semi-automatique | 9×19mm                      |                                                                     |               |
| Helwan 920        |               | Italie Égypte                   | Pistolet semi-automatique | 9×19 mm                     | Produit sous licence                                                |               |
| MP5               |               | Allemagne                       | Pistolet-mitrailleur      | 9×19 mm                     | Utilisée par les forces spéciales Sa'ka Forces (en) & Unit 777 (en) |               |
| UMP               |               | Allemagne                       | Pistolet-mitrailleur      | .45 ACP                     | Utilisée par Unit 777 (en)                                          |               |
| Sig 552           |               | Suisse                          | Carabine militaire        | 5,56 × 45 mm                | Utilisée par les forces spéciales Sa'ka Forces (en) & Unit 777 (en) |               |
| Beretta AR70/90   |               | Italie                          | Fusil d'assaut            | 5,56 × 45 mm                |                                                                     |               |
| AK-47 (AKA: MISR) |               | Union soviétique Égypte         | Fusil d'assaut            | 7.62×39mm                   |                                                                     |               |
| Maadi             |               | Égypte                          | Fusil d'assaut            | 7.62X39 mm                  | Produit sous licence,.                                              |               |
| M16               |               | États-Unis                      | Fusil d'assaut            | 5.56X45 mm                  | Utilisé par les équipages du M1A1                                   |               |
| M4                |               | États-Unis                      | Carabine militaire        | 5.56X45 mm                  | Utilisé par les parachutistes                                       |               |
| CZ-805 BREN       |               | Tchéquie                        | Fusil d'assaut            | 5,56 × 45 mm / 7,62 × 39 mm |                                                                     |               |
| Beretta ARX 160   |               | Italie                          | Fusil d'assaut            | 5.56X45 mm / 7.62X39 mm     | Utilisée par les forces spéciales naval                             |               |
| RPD               |               | Union soviétique Pologne Égypte | Mitrailleuse              | 7.62X39 mm                  | Produit sous licence.                                               |               |
| FN Minimi         |               | Belgique Égypte                 | Mitrailleuse              | 5.56X45 mm                  | Produit sous licence.                                               |               |
| RPK               |               | Union soviétique                | Mitrailleuse              | 7.62X39 mm                  |                                                                     |               |
| PK/PKM/PKMS       |               | Union soviétique                | Mitrailleuse              | 7.62X54 mm                  |                                                                     |               |
| M60E4             |               | États-Unis                      | Mitrailleuse              | 7,62 × 51 mm                |                                                                     |               |
| FN MAG            |               | Belgique Égypte                 | Mitrailleuse              | 7,62 × 51 mm                | Produit sous licence ,                                              |               |
| SG-43 Goryunov    |               | Union soviétique Pologne Égypte | Mitrailleuse              | 7,62 × 54 mm R              | Produit sous licence.                                               |               |
| DShK              |               | Union soviétique                | Mitrailleuse              | 12.7X108 mm                 |                                                                     |               |
| NSV               |               | Russie                          | Mitrailleuse              | 12.7X108 mm                 | Utilisé par l’équipage du T-80                                      |               |
| M2HB              |               | États-Unis                      | Mitrailleuse              | 12.7X99 mm                  |                                                                     |               |
| KPV               |               | Union soviétique                | Mitrailleuse              | 14.5X114 mm                 |                                                                     |               |
| Dragunov SVD      |               | Union soviétique                | Fusil de précision        | 7.62X54 mm                  |                                                                     |               |
| PSG1              |               | Allemagne                       | Fusil de précision        | 7,62 × 51 mm                |                                                                     |               |
| M40A3             |               | États-Unis                      | Sniper rifle              | 7,62 × 51 mm                |                                                                     |               |
| M82               |               | États-Unis                      | Fusil anti-matériel       | Calibre .50                 |                                                                     |               |
| MK19              |               | États-Unis Égypte               | Lance-grenades            | 40X53 mm                    | Produit sous licence,.                                              |               |
| Maadi GL          |               | États-Unis Égypte               | Lance-grenades            | 40X46 mm                    | Produit sous licence ,                                              |               |
| M79               |               | États-Unis                      | Lance-grenades            | 40X46 mm                    |                                                                     |               |

### Anti-char et missile

#### Canons sans recul
| M40   |  | États-Unis       | Inconnu | 105 mm |
| SPG-9 |  | Union soviétique | 3000    | 73 mm  |
| B-10  |  | Union soviétique | 1600    | 82 mm  |
| B-11  |  | Union soviétique | 1800    | 107 mm |

#### Anti-char
| RPG-7             |  | Égypte             | 179 000                    | Produit sous licence |
| M72 LAW           |  | États-Unis         | 5 000                      |                      |
| Milan II          |  | France/ Allemagne  | 220                        |                      |
| Swingfire         |  | Royaume-Uni Égypte | 260                        | Produit sous licence |
| BGM-71D TOW II    |  | États-Unis Égypte  | 500 lanceurs, 450 missiles | Produit sous licence |
| AGM-114 Hellfire  |  | États-Unis         | Inconnu                    | 107 mm               |
| AT-1 Snapper      |  | Union soviétique   | Inconnu                    |                      |
| AT-2 Swatter (en) |  | Union soviétique   | Inconnu                    |                      |
| AT-3 Sagger       |  | Union soviétique   | Inconnu                    |                      |
| AT-5 Spandrel     |  | Union soviétique   | Inconnu                    |                      |
| HJ-8 (en)         |  | Chine Égypte       | Inconnu                    | Produit sous licence |

#### Missile portable sol air
| Sakr Eye |  | Égypte           | 2 500 |  |
| Stinger  |  | États-Unis       | 1 800 |  |
| Igla     |  | Union soviétique | 600   |  |

#### Mortier
| M240             |  | Union soviétique | 24    | 240mm   |
| M1943 (en)       |  | Union soviétique | 160   | 160mm   |
| M-43 (en)        |  | Union soviétique | 240   | 120mm   |
| 2B11 Sani        |  | Union soviétique | 300   | 120mm   |
| Helwan UK-2 (en) |  | Union soviétique | 600   | 120 mm, |
| M30 (en)         |  | États-Unis       | 390   | 107 mm  |
| 2B14 Podnos      |  | Union soviétique | 750   | 82 mm   |
| Helwan M-69 (en) |  | Union soviétique | 1,250 |         |
| M252 (en)        |  | Royaume-Uni      | 1,750 | 81 mm   |
| M224 Mortar (en) |  | États-Unis       | 1,800 | 60 mm   |
| Helwan           |  | Chine            | 2,500 | 60 mm,, |

##### Formation au mortier
| M1938 (en)  |  | USSR             | 100 | 120 mm. |
| 2B14 Podnos |  | Union soviétique | 100 | 82 mm   |

### Chars
| Modèle     | Image | Origine                 | Type           | Variant      | Nombre          | Détails |
| ---------- | ----- | ----------------------- | -------------- | ------------ | --------------- | --- |
| M1 Abrams  |       | États-Unis Égypte       | Char de combat | M1A2SEP M1A1 | 0 (+755) 1 130, | Construit par l'Égypte sous licence depuis 1992 avec 4 phases:. Phase I - 555 véhicules, Phase II - 200 véhicules, Phase III - 125 véhicules, et Phase IV - 125 véhicules, avec une production se terminant en 2011 pour la phase IV.Tous les véhicules ont été produits à la norme M1A1,.. |
| M60 Patton |       | États-Unis Autriche     | Char de combat | M60A3 M60A1  | 1 016 700       | . |
| T-80       |       | Russie                  | Char de combat | T-80UK T-80U | 14 20           | . |
| T-62       |       | Union soviétique Égypte | Char de combat | Mark III     | 500             | . |
| T-55       |       | Union soviétique Égypte | Char de combat | Ramsès II    | 260 840         | |

### Véhicule de combat d'infanterie
| Modèle                                      | Image | Origine           | Type                            | Variant | Nombre | Détails |
| ------------------------------------------- | ----- | ----------------- | ------------------------------- | ------- | ------ | --- |
| Egyptian Infantry Fighting VehicleEIFV (en) |       | Égypte            | Véhicule de combat d'infanterie |         | 1 200  | Développé en 1997. Il est une mise à niveau du M113 avec un moteur amélioré et la tourelle d'un M2 Bradley. |
| YPR-765 PRI                                 |       | Pays-Bas Belgique | Véhicule de combat d'infanterie |         | 1 030  | |
| BMP-1                                       |       | Union soviétique  | Véhicule de combat d'infanterie |         | 220    | |

### Transport de troupes
| Modèle                        | Image | Origine                    | Type                                            | Variant                                           | Nombre              | Détails |
| ----------------------------- | ----- | -------------------------- | ----------------------------------------------- | ------------------------------------------------- | ------------------- | ------- |
| M113                          |       | États-Unis Égypte          | Véhicule de transport de troupes                | M113A2 M901A3 M577 (en) M548 (en) M981 FISTV (en) | 2 320 52 280 275 72 |         |
| BTR-50                        |       | Union soviétique Égypte    | Véhicule de transport de troupes amphibie       | BTR-50PKM BTR-50PK BTR-50                         | 100 150 250         |         |
| OT-62 TOPAS                   |       | Tchécoslovaquie Ukraine    | Véhicule de transport de troupes amphibie       | OT-62B OT-62                                      | 200 50              | [ 35 ]  |
| PTS                           |       | Union soviétique           | Véhicule de transport de troupes amphibie       | PTS-M                                             | ?                   |         |
| Pegaso Blindé moyen sur roues |       | Espagne                    | Véhicule de transport de troupes amphibie       | BMR-600                                           | 260                 |         |
| OT-64 SKOT                    |       | Tchécoslovaquie Pologne    | Véhicule de transport de troupes amphibie       | OT-64C                                            | 250                 |         |
| BTR-60                        |       | Union soviétique           | Véhicule de transport de troupes amphibie       | BTR-60PB                                          | 200                 |         |
| BTR-152                       |       | Union soviétique           | Véhicule de transport de troupes                | BTR-152K                                          | 175                 |         |
| RG-32 Scout                   |       | Afrique du Sud             | Véhicule de transport de troupes                | RG-32M                                            | 180                 |         |
| HMMWV                         |       | États-Unis                 | Véhicule de transport de troupes et Observation | M1151 (en) M1114                                  | 1 040 375           |         |
| Fahd                          |       | Égypte                     | Véhicule Multirole                              | Fahd 240 Fahd 280                                 | 410 120 54 16 1     |         |
| Timsah                        |       | Égypte                     | Véhicule de transport de troupes                |                                                   | N/A                 |         |
| Casspir                       |       | Afrique du Sud             | Véhicule de transport de troupes                |                                                   | ?                   |         |
| Kader Walid                   |       | Égypte                     | Véhicule de transport de troupes                | Walid MKII                                        | 650                 |         |
| Sherpa                        |       | France                     | Véhicule de transport de troupes                |                                                   | 200                 |         |
| Hotspur HUSSARD (en)          |       | Royaume-Uni                | Véhicule de transport de troupes                |                                                   | 110                 |         |
| Tiger Kader-120               |       | Italie Égypte              | Véhicule de transport de troupes                |                                                   | 650 130             | ,.      |
| BTR-40                        |       | Union soviétique Allemagne | Véhicule de transport de troupes                | BTR-40 SPW-40Chs                                  | 200 30              |         |
| Cadillac Gage Commando        |       | États-Unis                 | Véhicule de reconnaissance                      | V150 Commando Scout                               | 180 112             |         |
| BRDM-2                        |       | Union soviétique Pologne   | Véhicule de reconnaissance                      | BRDM-2M96i BRDM-2                                 | 100 200             |         |

### ArtillerieetMissile
| Modèle              | Image | Origine                               | Type                              | Variant                                             | Nombre                   | Détails |
| ------------------- | ----- | ------------------------------------- | --------------------------------- | --------------------------------------------------- | ------------------------ | --- |
| Scud                |       | Union soviétique Égypte Corée du Nord | Missile balistique courte portée  | Project-T Scud-B                                    | 25 9                     | [ 36 ] |
| FROG-7              |       | Union soviétique Égypte               |                                   | Sakr-80, FROG-7                                     | 60 12                    | 80 km de portée                                                                                                 |
| M270                |       | États-Unis Égypte                     | Lance-roquettes multiples 270mm   | M270 Sakr-45                                        | 45 20                    | |
| K-136 Kooryong      |       | Taïwan                                | MRL 130mm                         |                                                     | 36                       | Portée de 36 km.                                                                                                |
| BM-21               |       | Union soviétique Égypte               | MRL 122mm                         | Sakr-36 Sakr-30 Sakr-18 BM-21 Sakr-10 Sakr-8 Sakr-4 | 50 130 72 215 50 48 120, | Portée de 36 km Portée de 30 km Portée de 20 km Portée de 20 km Portée de 10 km Portée de 10 km Portée de 10 km |
| BM-24 (en)          |       | Union soviétique                      | MRL 240mm                         |                                                     | 48,                      | Portée de 11 km.                                                                                                |
| RM-51 (en)          |       | Tchécoslovaquie                       | MRL 130mm                         |                                                     | 36                       | 50 reçu en 1957-1958. Portée de 8 km.                                                                           |
| Type 63             |       | Chine Égypte                          | MRL 107mm                         | RL-812 TLC PRL81                                    | 96, 250,                 | |
| VAP-80              |       | Égypte                                | MRL 80mm                          |                                                     | 250                      | Portée de 8 km.                                                                                                 |
| M110                |       | États-Unis                            | Obusier automoteur 203mm          | M110A2                                              | 144,                     | |
| M109                |       | États-Unis Égypte                     | Obusier automoteur 155mm et 122mm | M109A5 M102A2 SPH 122                               | 201 420 124              | ,. |
| M992                |       | États-Unis                            |                                   |                                                     | 250                      | |
| M120                |       | Union soviétique Égypte               | Obusier automoteur 120mm          |                                                     | 120                      | |
| M113 mortar carrier |       | Pays-Bas États-Unis                   | Mortier automoteur 107mm et 82mm  | M106A2 M125A2                                       | 150 350                  | |
| S-23                |       | Union soviétique                      | Artillerie remorquée 180 mm       |                                                     | 24                       | |
| GH 52               |       | Finlande Égypte                       | Artillerie remorquée155 mm        |                                                     | 400                      | |
| D-20                |       | Union soviétique                      | Artillerie remorquée152 mm        | 150                                                 | 144                      | |
| D-1                 |       | Union soviétique                      | Artillerie remorquée152 mm        | 150                                                 | 72                       | |
| ML-20               |       | Union soviétique                      | Artillerie remorquée152 mm        | 100                                                 | 36                       | |
| M-46                |       | Union soviétique Chine Égypte         | Artillerie remorquée130 mm        | M-46 Type 59-1M                                     | 420 150                  | Produit sous licence.                                                                                           |
| D-30                |       | Union soviétique Égypte               | Artillerie remorquée122 mm        | D-30M                                               | 156                      | Produit sous licence                                                                                            |
| D-74                |       | Union soviétique Chine                | Artillerie remorquée122 mm        | D-74 Type 60                                        | 144 48                   | |
| M-30                |       | Union soviétique                      | Artillerie remorquée122 mm        |                                                     | 359                      | |
| A-19                |       | Union soviétique                      | Artillerie remorquée122 mm        | Stocké en réserve                                   | 36                       | |
| BS-3                |       | Union soviétique                      | Artillerie remorquée100 mm        | Stocké en réserve                                   | 200                      | |

### Défense sol air
| Modèle           | Image | Origine                 | Type           | Variant                    | Nombre  | Détails       |  |
| ---------------- | ----- | ----------------------- | -------------- | -------------------------- | ------- | ------------- |  |
| S-300            |       | Russie                  | Longue portée  | S-300VM (SA-23)            | 0 (+12) |               |  |
| MIM-104 Patriot  |       | États-Unis              | Longue portée  | PAC-3                      | 32      | [ 61 ] [ 62 ] |  |
| Dvina            |       | Union soviétique Égypte | Longue portée  | Tayer el-Sabah SA-2        | 100     |               |  |
| SLAMRAAM         |       | États-Unis Norvège      | Moyenne portée |                            | 50      |               |  |
| Buk              |       | Russie                  | Moyenne portée | M1-2 (SA-11)               | 120     |               |  |
| MIM-23 Hawk      |       | États-Unis              | Moyenne portée | Phase III                  | 62      | .             |  |
| Pechora          |       | Union soviétique Russie | Moyenne portée | 2M (SA-3)                  | 30      | [ 63 ]        |  |
| Kub              |       | Union soviétique        | Moyenne portée | SA-6                       | 56      |               |  |
| Tor              |       | Russie                  | Courte portée  | M1 (SA-15)                 | 16      |               |  |
| AN/TWQ-1 Avenger |       | États-Unis              | Courte portée  |                            | 75      | .             |  |
| Crotale          |       | France                  | Courte portée  | VT-1                       | 36      | .             |  |
| MIM-72 Chaparral |       | États-Unis              | Courte portée  | MIM-72C                    | 80      | [ 70 ]        |  |
| Strela-1         |       | Union soviétique        | Courte portée  | SA-9                       | 20      |               |  |
| M113 AA          |       | États-Unis Égypte       |                | Nile 23 Sinai 23 M163 VADS |         |               |  |
| Shilka           |       | Union soviétique        |                |                            |         |               |  |
| ZSU-57-2         |       | Union soviétique        |                |                            | 40      | ,             |  |
| M53/59 Praga     |       | Tchécoslovaquie         |                |                            |         |               |  |
| Oerlikon 35 mm   |       | Suisse                  |                |                            | 72      | 35 mm         |  |
| M167 VADS (en)   |       | États-Unis              |                |                            | 72      | 20 mm         |  |
| ZPU              |       | Union soviétique        |                |                            | 200     | 12.7 mm       |  |
| ZU-23-2          |       | Union soviétique        |                |                            | 280     | 23 mm         |  |
| 61-K             |       | Union soviétique        |                |                            | 200     | 37 mm         |  |
| S-60             |       | Union soviétique        |                |                            | 200     | 57 mm         |  |
| 52-K             |       | Union soviétique        |                |                            | ?       | 85 mm         |  |
| KS-19            |       | Union soviétique        |                |                            | ?       | 100 mm        |  |
| KS-30            |       | Union soviétique        |                |                            | 120     | 130 mm        |  |

### Logistique
| Modèle        | Image      | Origine                                   | Type                             | Variant                                                               | Nombre                        | Commentaire           |
| Logistique    | Logistique | Logistique                                | Logistique                       | Logistique                                                            | Logistique                    | Logistique            |
| ------------- | ---------- | ----------------------------------------- | -------------------------------- | --------------------------------------------------------------------- | ----------------------------- | --------------------- |
| HETS          |            | États-Unis Égypte États-Unis              | Remorque                         | Model 1070 (8x8) Model 911 (8x8)                                      | 320+ 450                      | Produit sous licence  |
| MTVR          |            | États-Unis                                | Remorque                         | Model MK31 (6x6)                                                      | 350                           |                       |
| PLS           |            | États-Unis                                | Camion très lourd (+10 tonnes)   | Model M1075 (10x10) Model M1074 (10x10)                               | 90 110                        |                       |
| HEMTT         |            | États-Unis                                | Camion très lourd (+10 tonnes)   | Model M985 (8x8) Model M978 (8x8) Model M977 (8x8)                    | 500 75 350                    |                       |
| MAZ           |            | Union soviétique                          | Camion très lourd ( +10 tonnes ) | Model 543 (8x8)                                                       | 250                           |                       |
| ZiL           |            | Union soviétique                          | Camion très lourd ( +10 tonnes ) | Model 135 (8x8)                                                       | 380                           |                       |
| Ural          |            | Russie                                    | Camion très lourd ( +10 tonnes ) | Model 5323 (8x8)                                                      | 550                           |                       |
| MTVR          |            | États-Unis                                | Camion lourd (+10 tonnes)        | Model MK36 (8x8)                                                      | 250                           |                       |
| MTVR          |            | États-Unis                                | Camion lourd (+5 tonnes)         | Model MK27 (6x6)                                                      | 450                           |                       |
| M939          |            | États-Unis                                | Camion lourd (+5 tonnes)         | Model M931 (6x6) Model M927 (6x6) Model M923 (6x6) Model M818 (6x6)   | 275 600 560                   |                       |
| M54           |            | États-Unis                                | Camion lourd (+5 tonnes)         | (6x6)                                                                 | 950                           |                       |
| Scania        |            | Suède                                     | Camion lourd (+5 tonnes)         | Model SBA111 (6x6)                                                    | 590                           |                       |
| FAP           |            | Serbie Yougoslavie                        | Camion lourd (+5 tonnes)         | Model 2228 (6x6) Model 2026 (6x6)                                     | 650 860                       |                       |
| KrAZ          |            | Ukraine Union soviétique                  | Camion lourd (+5 tonnes)         | Model 6322 (6x6) Model 255 (6x6)                                      | 250 850                       |                       |
| Ural          |            | Union soviétique Égyptee Union soviétique | Camion lourd (+5 tonnes)         | Model 4320 (6×6) Model 375D (6x6)                                     | 3,500 2,750                   | Produit sous licence  |
| ZiL           |            | Union soviétique                          | Camion lourd (+5 tonnes)         | Model 131 (6×6)                                                       | 1,800                         |                       |
| MTVR          |            | États-Unis                                | Camion lourd (+2 tonnes)         | Model Mk25 (4×4) Model Mk23 (4×4)                                     | 950 550                       |                       |
| M35           |            | États-Unis                                | Camion lourd (+2 tonnes)         | (6x6)                                                                 | 1,050                         |                       |
| FAP           |            | Serbie                                    | Camion lourd (+2 tonnes)         | Model 1118 (4×4)                                                      | 1,250                         |                       |
| Pegaso        |            | Espagne                                   | Camion lourd (+2 tonnes)         | Model 3046 (4×4)                                                      | 9,850                         |                       |
| GAZ           |            | Union soviétique                          | Camion lourd (+2 tonnes)         | Model 66 (4×4)                                                        | 5,100                         |                       |
| HMMWV         |            | États-Unis                                | Camion lourd (+2 tonnes)         | M998 (4×4) M1038 (4X4) M1043 (4×4) M1151 (4×4) M996 (4×4) M1043 (4×4) | 675 450 510 575 1,040 150 140 | .                     |
| M274          |            | États-Unis                                | Camion lourd (+2 tonnes)         | (4×4)                                                                 | 1,500                         |                       |
| G-Class       |            | Allemagne Égypte                          | Véhicule utilitaire (4×4)        |                                                                       | 3,910                         | Produit sous licence  |
| Jeep CJ       |            | États-Unis Égypte                         | Véhicule utilitaire (4×4)        | Jeep CJ7 Jeep CJ8 Jeep TJ Jeep JK Jeep J8                             | 10,650                        | Produit sous licence  |
| M151 MUTT     |            | États-Unis                                | Véhicule utilitaire              | (4×4)                                                                 | 4,750                         |                       |
|               |            |                                           |                                  |                                                                       |                               |                       |
| M1076         |            | États-Unis                                |                                  | (6×6)                                                                 | 70                            |                       |
| M1000 trailer |            | États-Unis Égypte                         |                                  | (10x10)                                                               | 320                           | Produit sous licence. |
| M 970A1       |            | États-Unis                                | Ravitaillement                   | (4×4)                                                                 | 175                           |                       |
| M746 trailer  |            | États-Unis                                |                                  | (8x8)                                                                 | 450                           |                       |